# 前埃根峰

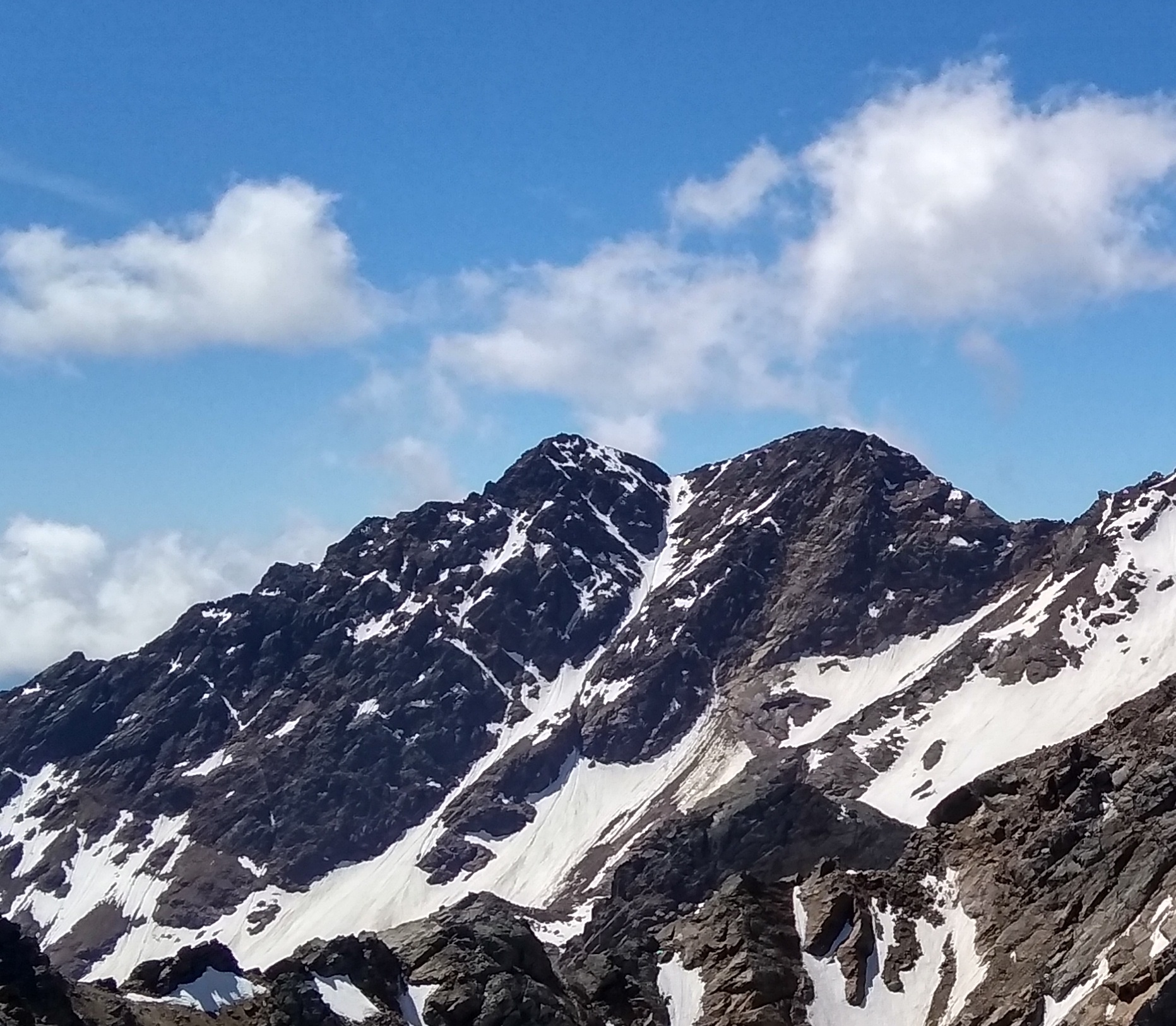

46°28′21″N 10°46′43″E / 46.472422°N 10.77868°E
前埃根峰（德語：Vordere Eggenspitze），是意大利的山峰，位於該國北部，處於博爾扎諾-南蒂羅爾自治省和特倫托自治省接壤的邊界，屬於奥特莱斯山的一部分，距離後埃根峰0.5公里，海拔高度3,385米。